# Xuwulong yueluni
Xuwulong yueluni es la única especie conocida del género extinto Xuwulong de dinosaurio ornitópodo hadrosauroideo que vivió a mediados del período Cretácico entre el Aptiense y el Albiense desde 120 a 113 millones de años en lo que es hoy Asia.

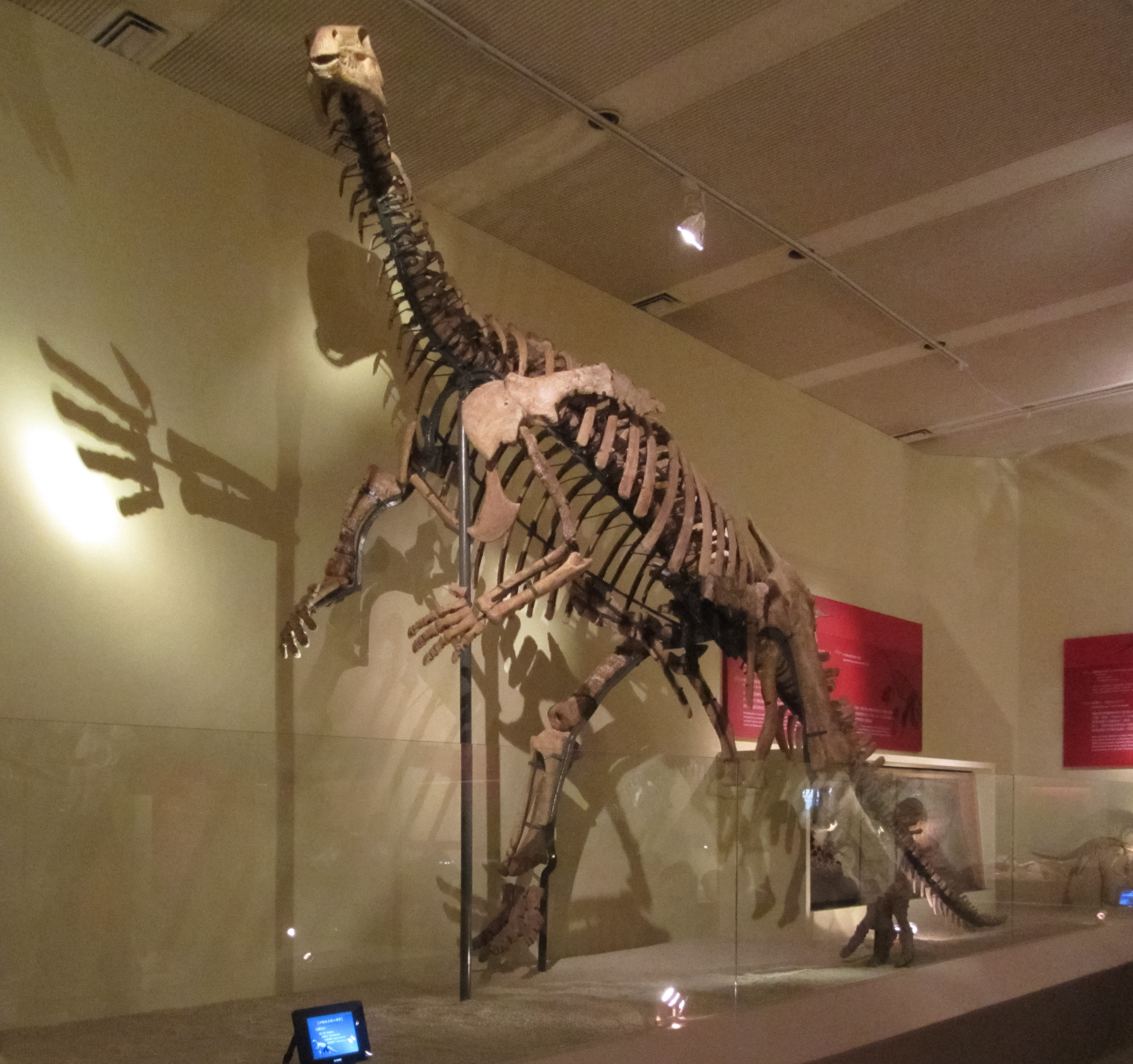
Esuqeleto restaurado.

Es un hadrosauriforme basal el cual vivió en lo que ahora es la cuenca Yujingzi en el área de Jiuquan, en la provincia de Gansu del noroeste de China. Es conocido del holotipo GSGM F00001, un espécimen articulado que incluye un cráneo completo, el esqueleto axial y una faja pélvica izquierda completa del Grupo Xinminpu. Xuwulong fue nombrado por You Hailu, Li Daqing y Liu Weichang en el año de 2011 y la especie tipo es Xuwulong yueluni.